# Bucks County
Bucks County is een van de 67 county's in de Amerikaanse staat Pennsylvania.
De county heeft een landoppervlakte van 1.573 km² en telt 597.635 inwoners (volkstelling 2000). De hoofdplaats is Doylestown.

## Geboren
- Robert Curtis Brown (1957), acteur